# エリック・アダムス
エリック・アダムス (英語: Eric Adams, 本名Louis Marullo、1954年7月12日 - )は、アメリカ合衆国ニューヨーク州出身のヘヴィメタル歌手。ヘヴィメタルバンドであるマノウォーのボーカル。かつて「LOOKS」というバンドで歌っていたが、そのバンドにはマノウォーの創始者でベースのジョーイ・ディマイオ(エリックの幼馴染)も加入していた。

## 生い立ち
1954年7月12日にニューヨーク州オーバーンで生まれる。音楽に興味を持ち始めたのは9歳ごろで、11歳の頃にはクラスメイトと一緒に「Meet the Kids」というバンドも結成していた。幾つかのショーでも演奏し、「Lovin' Everyday」というシングル(1965年)と「Class of '66」というアルバム(1966年)を11歳ながらリリースしている。ちなみに歌の内容は少年時代のラブソングだったという。
1980年に幼馴染で一緒にバンド活動もしていたジョーイ・ディマイオらが結成した「マノウォー」のヴォーカリストとして参加、以来不動のメンバーとして活動している。

また「エリック・アダムス」という名前は、二人の息子「エリック」と「アダムス」の名前から取っており、また娘もいる。

## 音楽スタイル
絶叫型ハイトーンヴォイスが特徴で、コンサートでは40秒以上の絶叫を続ける事で知られる。影響を受けたヴォーカリストとしてディープ・パープルのイアン・ギランをあげており、若い頃はギランの声を聴くためにディープ・パープルのコンサートに通っていた。エリックは「ロバート・プラントやオジー・オズボーンも偉大なシンガーだが、自分にとってはイアン・ギランがまさに偉大だ。ディープ・パープルが登場するまでテントの中で夜通しまってるようなヤツだったからね。彼が歌う"Child in Time"を聴いた時はぶっ飛んだよ」と語っている。マノウォーの初期のアルバムでは、現在の自分のスタイルを築くまでその影響の片鱗がうかがえる。
また音楽についてのレッスンを受けた事があるかという質問には、「一度だけ受けた事があるよ。そこで正しい発声法・呼吸法などを学んだけど、それっきりだ」と答えている。
また音楽的嗜好ついてクラシック音楽が好きでキッスがさほど好きではない事を語っている。
B1～C6の4オクターブの声域があるが、加齢により高音が出にくくなっているため、近年のアルバムの曲はチューニングが下がった音程のものが多い。
ギター、ドラム、ピアノなども演奏しており、自身のアウトドア/ハンティングについてのDVD "Wild Life and Wild Times"のサウンドトラックをプロデュースし、ギターやキーボードを演奏している。
またヴォーカリストおよびバンドのフロントマンとしての尊敬や称賛が高く、かつてマノウォーを評価していない批評家からも近年は評価が高い。

## ヘヴィメタル以外での活動
ヘヴィメタルというジャンルに音楽活動を捧げているエリックだが、他のジャンルを歌う事もある。1999年のミラノでのコンサートで、イタリアのファンのためにジャコモ・プッチーニ作曲の歌劇『トゥーランドット』の「誰も寝てはならぬ」を披露しておりアルバム「Warriors of the World 」にも収録した。また同じアルバム内にカントリーソングである「 An American Trilogy」も収録している。
2007年のツアー中に、アメリカのシンフォニック・パワーメタルバンド「 HolyHelll」のヴォーカルMaria Breonとミュージカル「オペラ座の怪人」の「The Phantom of the Opera」をデュエットで披露しており、HolyHellのアルバム「Apocalypse」にも収録されている。
またソプラノ歌手のサラ・ブライトマンのアルバム「Harem」にて「Where Eagles Fly」という曲でもデュエットで参加した。
2007年6月30日のブルガリアでのコンサートで、ブルガリアのファンのためにブルガリア国歌である「愛しき祖国」を披露した。この模様はマノウォーのライブDVD「Magic Circle Festival DVD」にも収録され、2008年のブルガリアでのコンサートでも再度披露された。

## 私生活
狩猟愛好家で、インタビューにて「クロスボウでのハンティングが大好きで、ニューヨーク州のクロスボウのインストラクターの資格も持っている」と語っている。

またハンティングに関してラジオ出演や雑誌にも登場しており、「Texas Fish & Game Magazine」という雑誌で定期的にボウガンについてのコラムを書いている。
またマノウォーの活動を通して多くのミュージシャンやアーティスト達と親交がある。
かつてのメンバーとの関係を聞かれた際には、「今でも良い関係を保っており、時々マノウォーの新しいアルバムの楽曲に貢献してもらっている」と答えている。

## ディスコグラフィー

### スタジオアルバム
- バトル・ヒムズ （邦題：地獄の鎮魂歌）-Battle Hymns (1982年、TOCP-8441、国内廃盤)
- イントゥ・グローリー・ライド（邦題：地獄の復讐） -Into Glory Ride (1983年、MVCG-141、VICP-60280、国内廃盤)
- ヘイル・トゥ・イングランド -Hail To England (1984年、MVCG-142、VICP-60281、国内廃盤)
- サイン・オブ・ザ・ハンマー -Sign Of The Hammer (1984年、VJCP-23238、国内廃盤)
- ファイティング・ザ・ワールド -Fighting The World (1987年、AMCY-3122、国内廃盤)
- キングス・オブ・メタル -Kings Of Metal (1988年、22P2-2788、AMCY-702、AMCY-3124、国内廃盤)
- 勝利の鋼鉄 -Triumph Of Steel (1992年、AMCY-474、AMCY-3123、国内廃盤)
- ラウダー・ザン・ヘル -Louder Than Hell (1996年、MVCG-191)
- ウォーリアーズ・オブ・ザ・ワールド -Warriors Of The World (2002年、ZACB-1058)
- ゴッズ・オブ・ウォー -Gods Of War (2007年、 MICP-10652)
- バトル・ヒムズ MMXI -Battle Hymns MMXI (2010年)
- ザ・ロード・オブ・スティール　-The Lord Of Steel (2012年)
- キングス・オブ・メタル MMXIV -Kings Of Metal MMXIV(2014年)

### ベストアルバム
- ヘル・オブ・スティール -The Hell of Steel: Best of Manowar (1994年、国内廃盤)
- アンソロジー -Anthology (1997年、国内未発表)
- キングダム・オブ・スティール -The Kingdom of Steel: The Very Best of Manowar (国内未発表)
- スティール・ウォーリアーズ -Steel Warriors (国内未発表)

### ライヴアルバム
- カリッジ -Courage (Live) (1996年)
- ヘル・オン・ウィールズ・ライヴ -Hell on Wheels (Live) (1998年、VICP-60278/9)
- ヘル・オン・ステージ・ライヴ -Hell on Stage (Live) (1999年、VICP-60674/5)
- ライヴ・イン・スペイン -Live In Spain (1999年、EP、国内未発表)
- ライヴ・イン・ジャーマニー -Live In Germany (1999年、EP、国内未発表)
- ライヴ・イン・ポルトガル -Live In Portugal (1999年、EP、国内未発表)
- ライヴ・イン・フランス -Live In France (1999年、EP、国内未発表)
- ゴッズ・オブ・ウォー・ライブ -Gods Of War Live　(2007年、MICP-90029/30)

### シングル、EP
- ディフェンダー -Defender (1983年、12インチ)
- オール・メン・プレイ・オン・テン -All Men Play On Ten (1984年)
- ブロー・ユア・スピーカー -Blow Your Speakers (1987年)
- ハート・オブ・スティール（ドイツ語版） -Herz Aus Stahl (1988年)
- メタル・ウォーリアーズ -Metal Warriors (1992年)
- ディフェンダー -Defender (1994年)
- カリッジ -Courage (1996年)
- リターン・オブ・ザ・ウォーロード -Return Of The Warlord (1996年)
- ナンバー・ワン -Number One (1996年)
- ウォーリアーズ・オブ・ザ・ワールド -Warriors Of The World United (Part I & II) (2002年、国内未発表)
- アン・アメリカン・トリロジー -An American Trilogy (2002年、国内未発表)
- ザ・ドーン・オブ・バトル -The Dawn Of Battle (2002年、国内未発表)
- キング・オブ・キングス -King of Kings (2005年、国内未発表)
- ザ・サンズ・オブ・オーディン -The sons of Odin (2006年、国内未発表)
- サンダー・イン・ザ・スカイ -Thunder In The Sky (2009年、国内未発表)

16ヶ国語で歌われた、FATHER(お父さん)収録。

### ビデオ、DVD
- シークレット・オブ・スティール -Secrets of Steel (1993年、VHS)
- ヘル・オン・アース　パートI -Hell on Earth Part I (2000年、VHS、VIVP-77)
- ヘル・オン・アース　パートI -Hell on Earth Part I (2001年、DVD、国内未発表)
- ファイヤー・アンド・ブラッド -Fire And Blood （Hell on Earth Part II + Blood in Brazil) (2002年、DVD、国内未発表)
- ヘル・オン・アース　パートIII -Hell on Earth Part III (2003年、DVD、国内未発表)
- ヘル・オン・アース　パートIV -Hell on Earth Part IV (2005年、DVD、国内未発表)
- ディ・ザ・アース・ショック：ザ・アブソリュート・パワー -Day the Earth Shook: The Absolute Power (2006年、DVD、国内未発表)
- マジック・サークル・フェスティバル VOL1 - MAGIC CIRCLE FESTIVAL VOLUME 1 (2007年、DVD、国内未発表)
- マジック・サークル・フェスティバル VOL2 - MAGIC CIRCLE FESTIVAL VOLUME 2 (2008年、DVD、国内未発表)
- ヘル・オン・アース　パートV -Hell on Earth Part V (2009年、DVD、国内未発表)